# SBV Vitesse
Stichting Betaald Voetbal Vitesse, SBV Vitesse, Vitesse Arnhem ali preprosto Vitesse je nizozemski nogometni klub iz Arnhema. Ustanovljen je bil 14. maja 1892 in trenutno igra v Eredivisie, 1. nizozemski nogometni ligi.
Vitesse je bil petkrat podprvak v 1. nizozemski ligi, enkrat pa je bil tretji. V drugi ligi  pa je bil dvakrat prvak in prav tolikokrat tudi podprvak. Trikrat pa je bil podprvak nizozemskega KNVB pokala. Dvanajstkrat je bil tudi v kvalifikacijah za Evropsko ligo. Trenutno največji mednarodni uspeh je doseg osmine finala Evropske lige v sezoni 1992/93, kjer pa ga je nato izločil Real Madrid. V sezoni 1978/79 je tekmoval tudi v Pokalu Intertoto.
Vitessejev domači stadion je od leta 1998 GelreDome, ki sprejme 25.000 gledalcev. Barvi dresov sta rumena in črna.
Za Vitesse sta igrala tudi slovenska reprezentanta Dalibor Stevanović in Tim Matavž.